# Augusta (Georgia)
Augusta, ufficialmente Augusta–Contea di Richmond, è una città consolidata di 197 888 abitanti, capoluogo della contea di Richmond nello Stato della Georgia. La città è quindi al contempo un comune e una contea.
Si tratta del secondo comune della Georgia per popolazione dopo la capitale Atlanta e del primo in termini di superficie. Si stima che l'area metropolitana conti circa 500 000 abitanti.
Fondata nel 1736 da soldati inglesi subito dopo la prima capitale della Georgia coloniale, Savannah, Augusta divenne presto un importante polo commerciale, in particolare nel mercato del cotone. Durante la guerra d'indipendenza americana la città divenne provvisoriamente capitale del neonato Stato dopo la cattura di Savannah.
È sede di un'università pubblica e ospita annualmente il torneo major di golf maschile The Masters.

## Geografia fisica

### Territorio
Augusta è situata lungo il fiume Savannah, che costituisce il confine della Georgia con la Carolina del Sud, a circa 241 km a est di Atlanta. Secondo un bilancio dello Ufficio del censimento ha un'area totale di 793,80 km², di cui 782,50 km² sono di terraferma e i restanti 11,30 km² sono costituiti da acqua.

### Clima
Secondo la classificazione dei climi Köppen, Augusta ha un clima subtropicale umido con inverni miti ed estati umide. La media delle temperature più alte in estate è di 32,6 °C. La media delle temperature più basse è di 19,9 °C. In inverno la temperatura media più alta è di 14,9 °C mentre quella più bassa è di 1,3 °C.

## Origini del nome
Il nome della città fu dato dal pioniere britannico, nonché fondatore della provincia della Georgia, James Edward Oglethorpe in onore della principessa Augusta di Sassonia-Gotha-Altenburg, moglie di Federico, principe di Galles e madre del futuro re Giorgio III.

## Storia

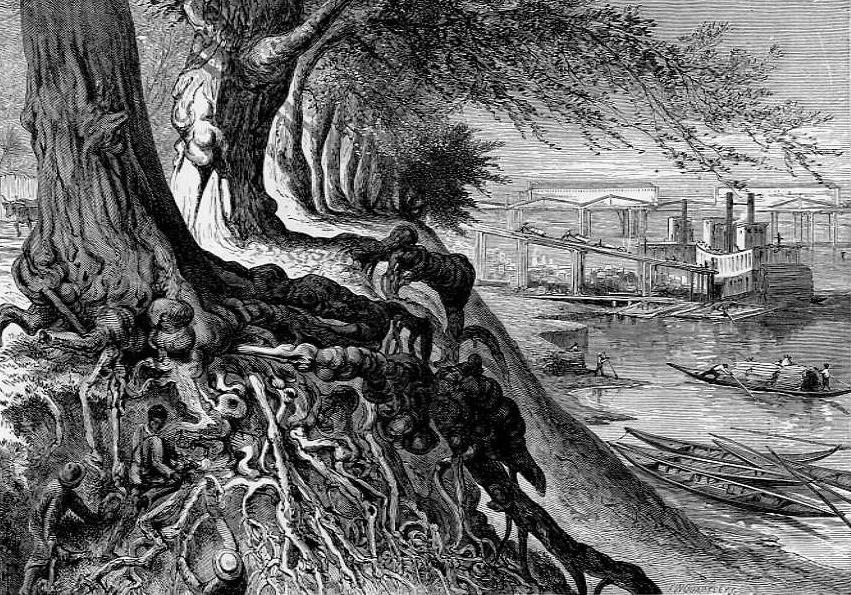
Illustrazione intitolata The Savannah, at Augusta, ritraente il Savannah nei pressi di Augusta

Dopo la fondazione di Savannah, il generale britannico James Edward Oglethorpe inviò un distaccamento di soldati a risalire l'omonimo fiume per costruire, nei pressi dell'inizio del tratto navigabile, un nuovo insediamento della provincia della Georgia.
L'incarico fu portato a termine dal carpentiere Noble Jones nel 1736, nella zona che corrisponde grossomodo al quartiere di Summerville. I rapporti con le tribù native circostanti, principalmente Creek, Chickasaw, Yuchi e Shawnee, furono perlopiù pacifici fatta eccezione per i Cherokee, che durante la guerra anglo-cherokee tentarono di avvicinarsi ad Augusta per esser poi respinti dai Creek.
Nel 1739 iniziò la costruzione di una strada per collegare via terra Augusta a Savannah, comportando un discreto aumento demografico nella città. Nel 1751 con la costruzione della prima chiesa, dedicata a Paolo di Tarso, Augusta venne posta al centro della parrocchia locale, che con l'adozione della prima costituzione della Georgia nel 1776 fu sostituita dalla contea di Richmond.
Durante la guerra d'indipendenza americana, con la presa di Savannah ad opera degli inglesi, Augusta divenne provvisoriamente capitale del neonato Stato della Georgia.

## Cultura

### Musei
- Augusta Museum of History - Relativo alla storia della città, è stato fondato nel 1937.
- Canale di Augusta - Il principale canale della città ha uno spazio espositivo in cui viene spiegata la sua storia.
- Fort Discovery - Centro espositivo e museo di scienze per bambini e ragazzi.
- Meadow Garden - Casa museo di George Walton, firmatario della Dichiarazione d'indipendenza e due volte governatore della Georgia.
- Morris Museum of Art - Museo d'arte che raccoglie opere di artisti degli Stati Uniti meridionali.
- Orto botanico - Orto botanico aperto fino al 2007, oggi è in disuso.
- Woodrow Wilson Boyhood Home - Casa museo dove ha abitato nei primi anni della sua vita il 28º Presidente degli Stati Uniti Woodr